# 477년

## 연호
- 유송(劉宋) 원휘(元徽) 5년 / 승명(昇明) 원년
- 북위(北魏) 태화(太和) 원년

## 기년
- 유송(劉宋) 후폐제(後廢帝) 5년 / 순제(順帝) 원년
- 북위(北魏) 효문제(孝文帝) 7년
- 신라(新羅) 자비 마립간(慈悲麻立干) 20년
- 고구려(高句麗) 장수왕(長壽王) 65년
- 백제(百濟) 문주왕(文周王) 3년 / 삼근왕(三斤王) 원년

## 사건
- 북아프리카 반달 왕국의 국왕 가이세리크, 장자 상속법을 확립하다.

## 사망
- 백제(百濟) 22대 국왕(國王) 문주왕(文周王)
- 백제(百濟)의 왕족(王族) 곤지(昆支)
- 반달 왕국의 국왕 가이세리크